# باشگاه والیبال استوکزنیا شچچین
باشگاه والیبال استوکزنیا شچچین، یک باشگاه والیبال حرفه ای مستقر در شچچین در شمال غربی لهستان بود که در سال ۲۰۱۴ با نام اسپادون شچچین گشایش یافت. این باشگاه قبلاً در پلاس لیگا رقابت می کرد و در سال ۲۰۱۶ به بالاترین سطح لیگ والیبال لهستان صعود کرد.